# Versöhnungskirche (Berlin-Mitte)

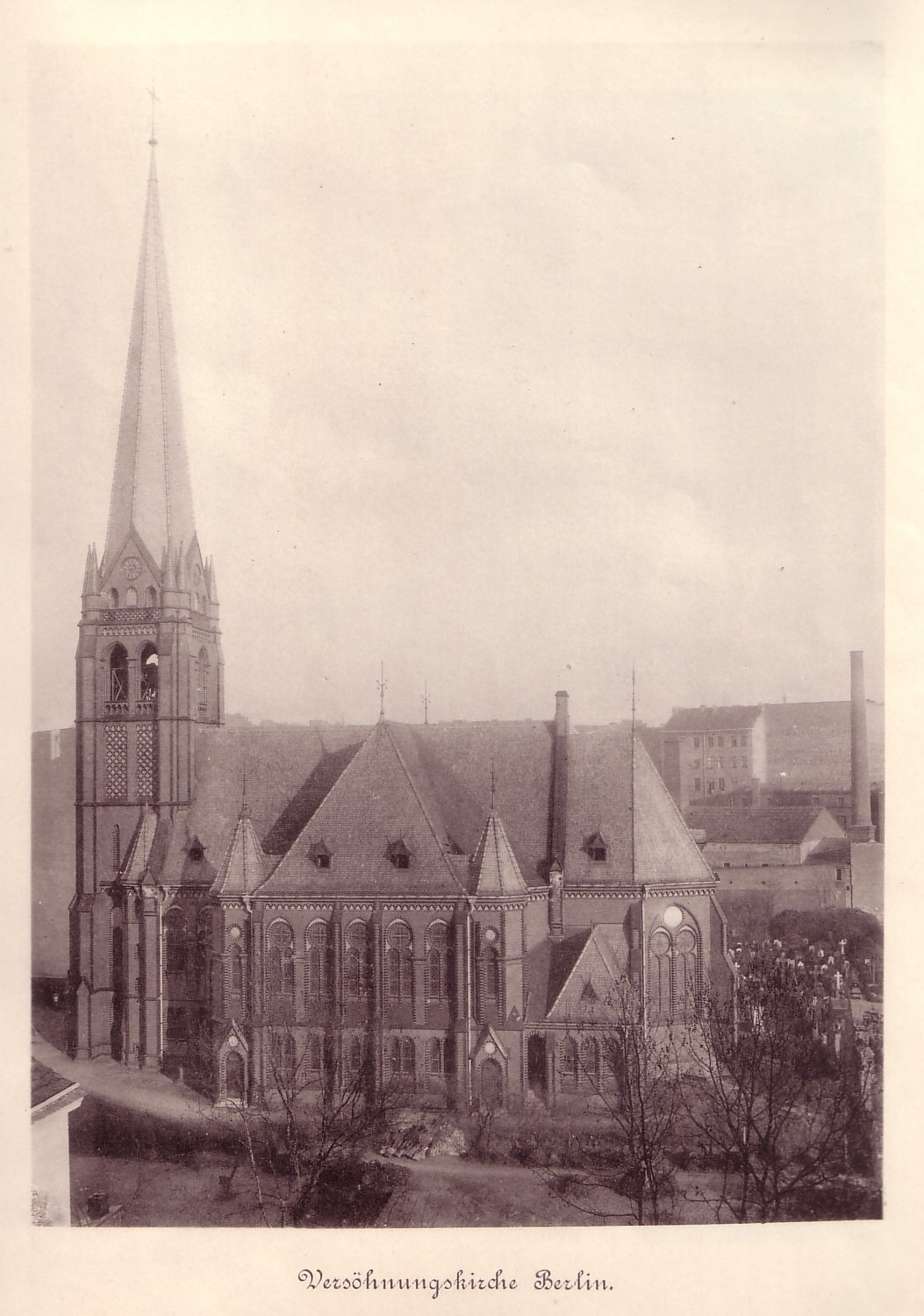
Ansicht des Kirchengebäudes in einem Katalog von 1899

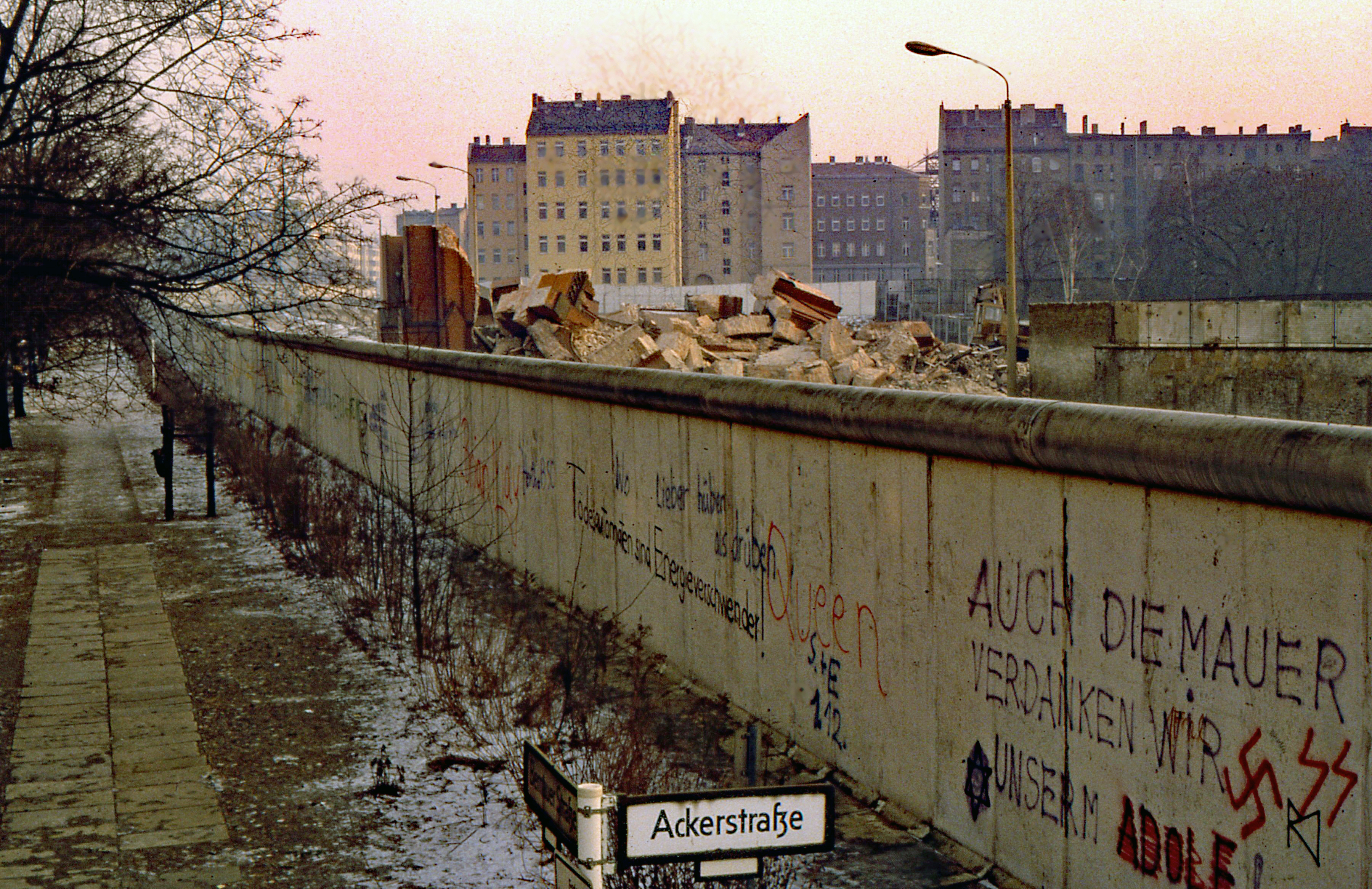
Versöhnungskirche nach der Sprengung 1985

Die Versöhnungskirche war eine evangelische Kirche, die sich in der Bernauer Straße 4 im Berliner Bezirk Mitte befand. Sie wurde 1892 errichtet und im Jahr 1985 auf Veranlassung der DDR-Regierung gesprengt.

## Architektur
Das Kirchengebäude aus rotem Backstein wurde im neugotischen Stil erbaut. Der Kirchturm, der eine Höhe von 75 Metern erreichte, hatte eine quadratische Grundfläche und war mit einem Zeltdach mit achteckiger Grundfläche versehen. In der Glockenstube mit quadratischem Grundriss (5 m Seitenlängen) befand sich ein dreistimmiges Geläut aus drei Gussstahl-Glocken, die im Bochumer Verein gegossen worden waren. Eine Inventarliste der Gießerei enthält folgende Angaben: das Ensemble aus Glocken mit Klöppel, Lager, Achsen und Läutehebel kostete in der Herstellung 4204 Mark (kaufkraftbereinigt in heutiger Währung: rund 35.400 Euro).
| Größe    | Schlagton | Gewicht (kg) | unterer Durchmesser (mm) | Höhe (mm) |
| -------- | --------- | ------------ | ------------------------ | --------- |
| größte   | d         | 1350         | 1490                     | 1315      |
| mittlere | f         | 1008         | 1335                     | 1008      |
| kleinste | as        | 0616         | 1125                     | 1005      |

Das Kirchenschiff, dessen Grundriss ebenfalls ein Achteck darstellte, zeichnete sich durch ein Gewölbe aus, das ohne Stützpfeiler auskam. Dadurch hatte jeder der bis zu 1000 Besucher des Gotteshauses gute Sicht auf den Altar.

## Geschichte

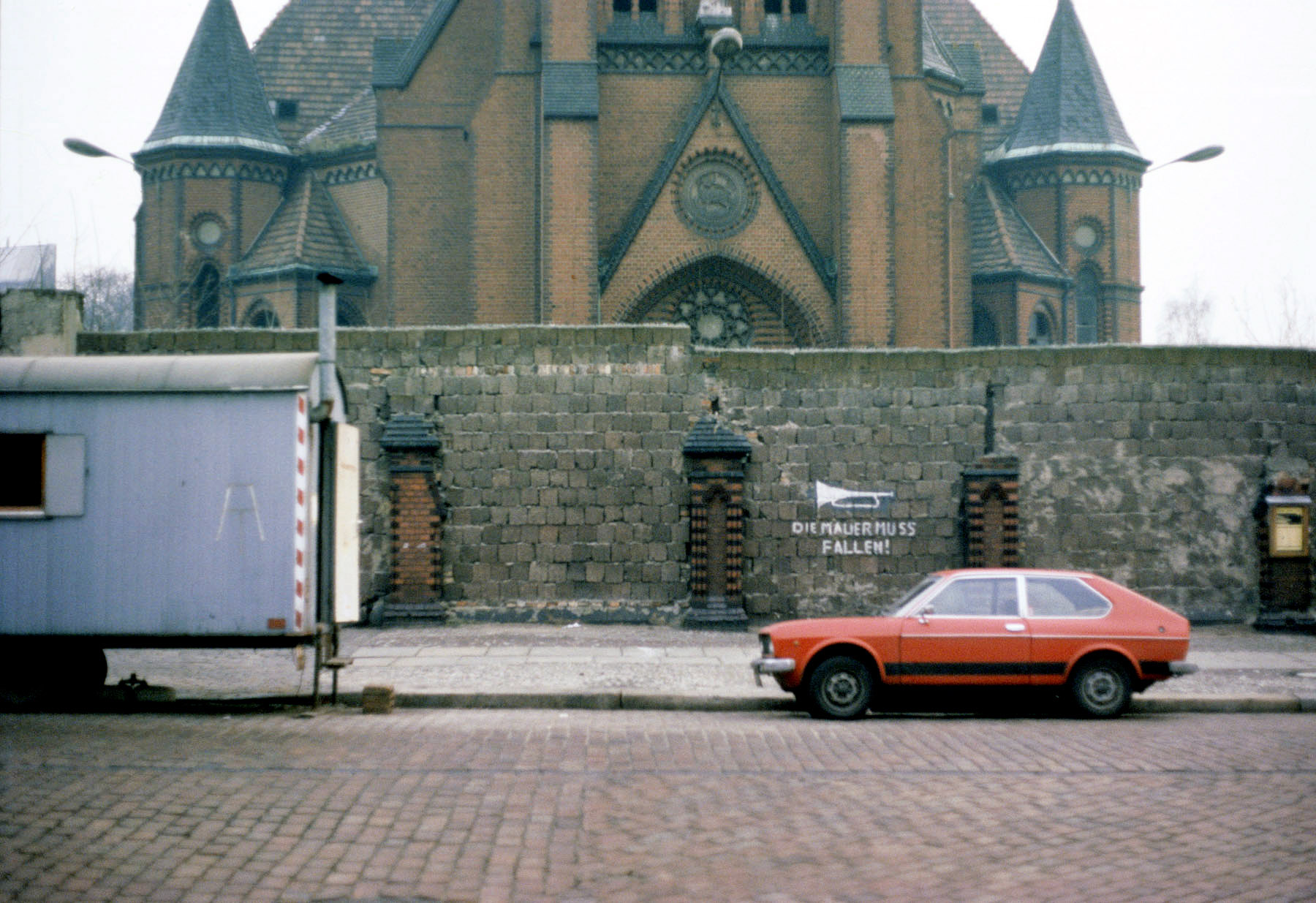
Der Zugang zur Versöhnungskirche war zum Teil in die Grenzbefestigung mit eingemauert

Die Versöhnungskirche wurde ab 1892 nach Plänen von Gotthilf Ludwig Möckel errichtet. Das von Kaiserin Auguste Viktoria gestiftete Gotteshaus wurde am 28. August 1894 eingeweiht. Ende der 1920er Jahre hatte die Versöhnungsgemeinde 20.000 Mitglieder und drei Pfarrer.
Die Kirche wurde im Zweiten Weltkrieg stark beschädigt, doch obwohl sie ab 1945 genau an der Grenze des Sowjetischen und Französischen Sektors Berlins lag, wurde sie 1950 wiederhergestellt und bis 1961 für Gottesdienste genutzt. Die Mitgliederzahl der sich über die Sektorengrenze erstreckenden Gemeinde hatte sich gegenüber den ehemaligen 20.000 Gemeindemitgliedern auf ein Drittel reduziert.
Wegen des Mauerbaus am 13. August 1961 verschärfte sich die Grenzsituation der Versöhnungsgemeinde drastisch, denn bereits am 21. August wurde das Hauptportal der Kirchenmauer – etwa zehn Meter vor dem Gebäude – drei Meter hoch zugemauert. Den West-Berliner Gemeindegliedern war es von nun an nicht mehr möglich, die Kirche zu besuchen, da sich die Kirche sowie das Pfarr- und Gemeindehaus im Ostteil Berlins befanden. Ab dem 23. Oktober 1961 durfte die Kirche auch von Ost-Berliner Kirchgängern nicht mehr besucht werden. Sie befand sich im Todesstreifen und wurde zunächst geschlossen. Später wurde der Kirchturm von DDR-Grenztruppen als Wachturm mit MG-Geschützstand genutzt. Am 22. Januar 1985 veranlasste die DDR-Regierung die Sprengung der Kirche und sechs Tage später auch des Turmes.
Der Sprengungsbefehl wurde vom Staatssekretär für Kirchenfragen, Klaus Gysi, unterzeichnet. Die Unterlagen dazu finden sich im Dokumentationszentrum der Gedenkstätte Berliner Mauer an der Bernauer Straße. Zuvor hatte der Gemeindekirchenrat der Versöhnungsgemeinde im West-Berliner Wedding per Beschluss vom 31. Mai 1983 sich dazu bereiterklärt, der vom Konsistorium West vermittelten „Bitte des Konsistoriums (Ost) auf Überlassung von Grundstück und Kirche ‚unter Zurückstellung von Bedenken‘ zu entsprechen“. Das Ost-Berliner Konsistorium unter der Leitung von Manfred Stolpe und der Magistrat in Ost-Berlin nahmen daraufhin am 6. Juli 1984 einen notariellen Tausch des Grundstücks der Versöhnungskirche mit einem Grundstück in der Großsiedlung Hohenschönhausen (damals zum Ortsteil Malchow gehörig, heute im Ortsteil Neu-Hohenschönhausen) zur „Errichtung eines Evangelischen Gemeindezentrums“ vor. Es handelt sich um das 1988 fertiggestellte Heinrich-Grüber-Gemeindezentrum der Kirchengemeinde Hohenschönhausen-Nord, das auch „Kirche am Berl“ genannt wird.

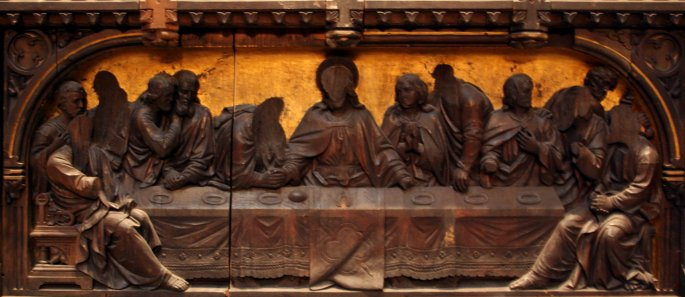
Altarretabel der Versöhnungskirche, seit den 1990er Jahren in der Kapelle der Versöhnung

Nach der politischen Wende erhielt die Versöhnungsgemeinde das Grundstück ihrer gesprengten Kirche zur sakralen Nutzung zurück. Daraufhin ließ die Gemeinde auf den Fundamenten der abgerissenen Versöhnungskirche die Kapelle der Versöhnung bauen. Diese wurde am 9. November 2000 eingeweiht, und seitdem findet hier wieder regelmäßig Gottesdienst statt. Die alten Glocken, die sich wiederfanden, stehen nun in einem Gerüst vor der neuen Kapelle. Auch der schwer beschädigte Altar und das Turmkreuz fanden in der Kapelle der Versöhnung ihren Platz.
Die erhaltene Christusfigur der Versöhnungskirche wurde jedoch vor der Gethsemanekirche in Prenzlauer Berg platziert. Die Turmuhr, die vor der Sprengung der Kirche ausgebaut und eingelagert worden war, wurde 2019 restauriert und im Gebäude des Evangelischen Werks für Diakonie und Entwicklung, unweit ihres einstigen Standortes, aufgestellt.
Die Fundamente und Untergeschossreste der Versöhnungskirche stehen unter Denkmalschutz.

## Geistliche der Gemeinde
- Ernst Böhme
- Manfred Fischer
- 1950–1961: Helmut Hildebrandt,[4] zuvor in Johannisburg und davor in Adlig Kessel